# Kenzō Horikoshi
Kenzō Horikoshi (堀越 謙三, Horikoshi Kenzō) est un producteur et professeur de cinéma japonais, né en 1945 à Tokyo et mort le 19 juin 2025.

## Biographie
En 1979, Kenzô Horikoshi prend la direction de programmation de l'Athénée français, à Tokyo, où il participe activement à la promotion du cinéma français au Japon.
En 1997, il fonde, avec Masamichi Matsumoto, l'École de cinéma de Tokyo (Eigabigakko), qui a formé des réalisateurs comme Kiyoshi Kurosawa. En 2001, il est nommé au sein de la commission d’évaluation des œuvres cinématographiques pour le Musée d'art moderne de Tokyo (MOMAT). Il fait ensuite partie d'une commission ministérielle consultative pour la création des universités, qui conduit en 2005 à la création à Yokohama d'un département « Cinéma et Nouveaux Médias » dépendant de l'Université des arts de Tokyo, dont il devient l'un des enseignants,.
Il a également créé la société de production et de distribution Eurospace.
En 2008, il est nommé Chevalier de l'Ordre des Arts et des Lettres.

## Filmographie
Sauf indication contraire, les informations mentionnées dans cette section peuvent être confirmées par les bases de données cinématographiques  présentes dans la section « Liens externes ».
- 1998 : Tokyo Eyes de Jean-Pierre Limosin
- 1999 : Les Amants criminels de François Ozon
- 1999 : Luna Papa de Bakhtiar Khudojnazarov
- 1999 : Pola X de Leos Carax
- 2000 : Gouttes d'eau sur pierres brûlantes de François Ozon
- 2000 : Sous le sable de François Ozon
- 2003 : Stupeur et Tremblements d'Alain Corneau
- 2004 : Marebito de Takashi Shimizu